# Liljana Dimitrowa

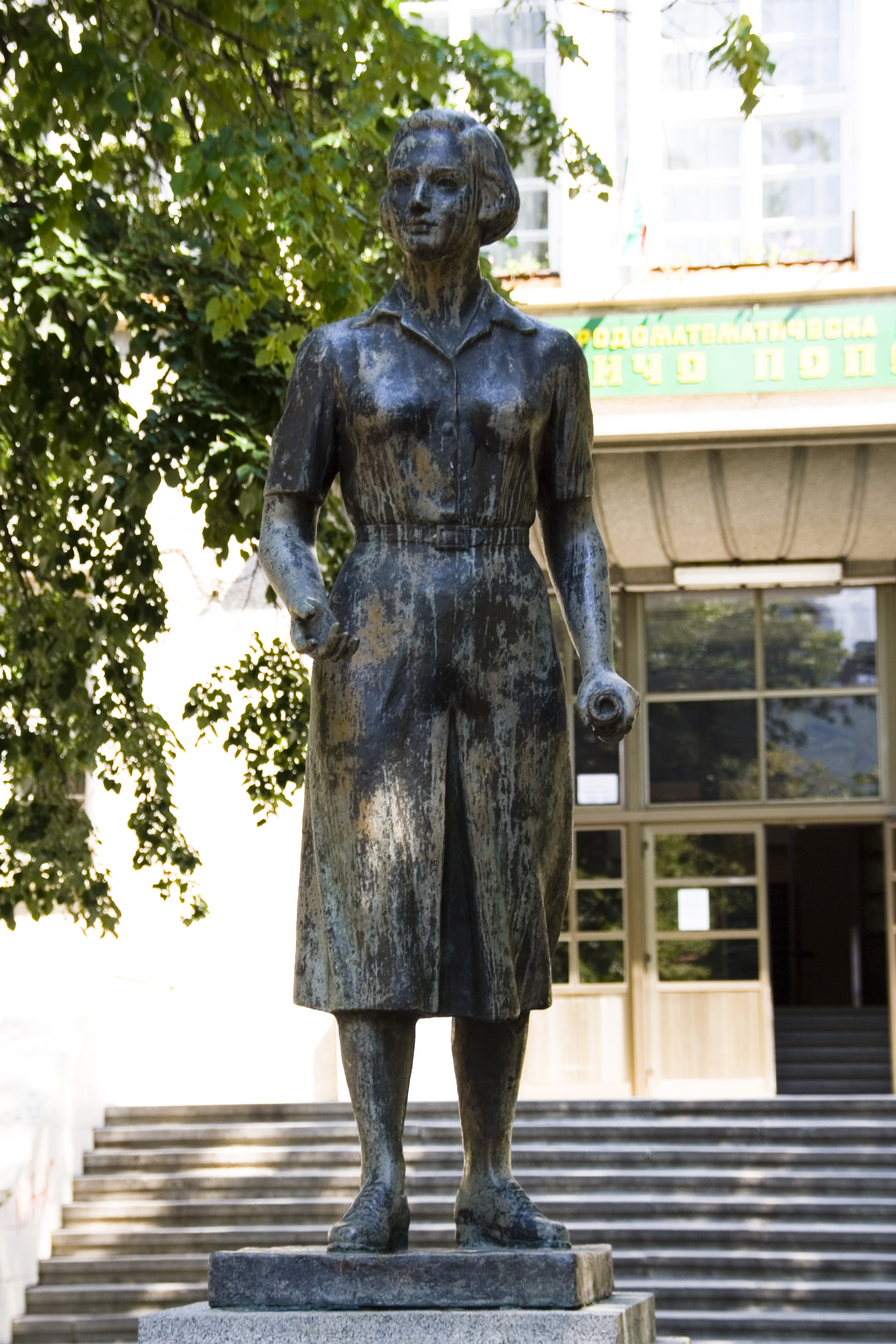
Denkmal für Liljana Dimitrowa in Schumen

Liljana Nikolaewa Dimitrowa (bulgarisch Лиляна Николова Димитрова; * 17. Juli 1918 in Istanbul; † 27. Juni 1944 in Plowdiw) war eine bulgarische Aktivistin. Sie agierte auch unter dem Pseudonym Blaga.

## Leben
Dimitrowa studierte Rechtswissenschaften an der Universität Sofia und wurde 1939 Mitglied der Bulgarischen Kommunistischen Partei. Sie engagierte sich an der Universität politisch und ging 1941 in die Illegalität. 1942 wurde sie verhaftet, es gelang ihr jedoch aus der Haft zu fliehen. Von 1942 bis 1944 war sie Mitglied des Zentralkomitees des Bulgarischen Arbeiterjugendverbandes. 1944 leitete sie Aktionen des Verbandes im südlichen Bulgarien. Sie starb bei einer bewaffneten Auseinandersetzung mit der Polizei.

## Ehrungen
Am 25. März 1951 wurde in Bulgarien eine 1 Lew-„Antifaschisten“-Briefmarke mit einer Auflage von 150.000 Stück herausgegeben, auf der sie zusammen mit den ebenfalls dem Jugendverband angehörenden Jordanka Tschankowa, Alexander Dimitrow und Adalbert Antonow abgebildet ist. In der bulgarischen Stadt Schumen wurde für sie ein Denkmal errichtet.